# Fêtes d'anniversaire coréennes
Les fêtes d'anniversaire coréennes ou Dol sont l'une des facettes importantes de la culture coréenne. Lorsqu'une personne atteint un âge important dans sa vie, les coréens ont des célébrations uniques pour marquer ces jalons. Dol a deux significations en coréen. La signification la plus courante est le premier anniversaire d'un enfant ou Doljanchi. Il peut également être utilisé comme description générique pour les anniversaires: Cheot-dol (premier anniversaire), Du-dol (deuxième anniversaire), Seo-dol (troisième anniversaire), etc. Ces célébrations ont lieu le jour de naissance bien que l'âge soit calculé à partir de la date de conception arrondie à un an et que le changement d'âge ait lieu le 1er janvier.

## Dol(돌)

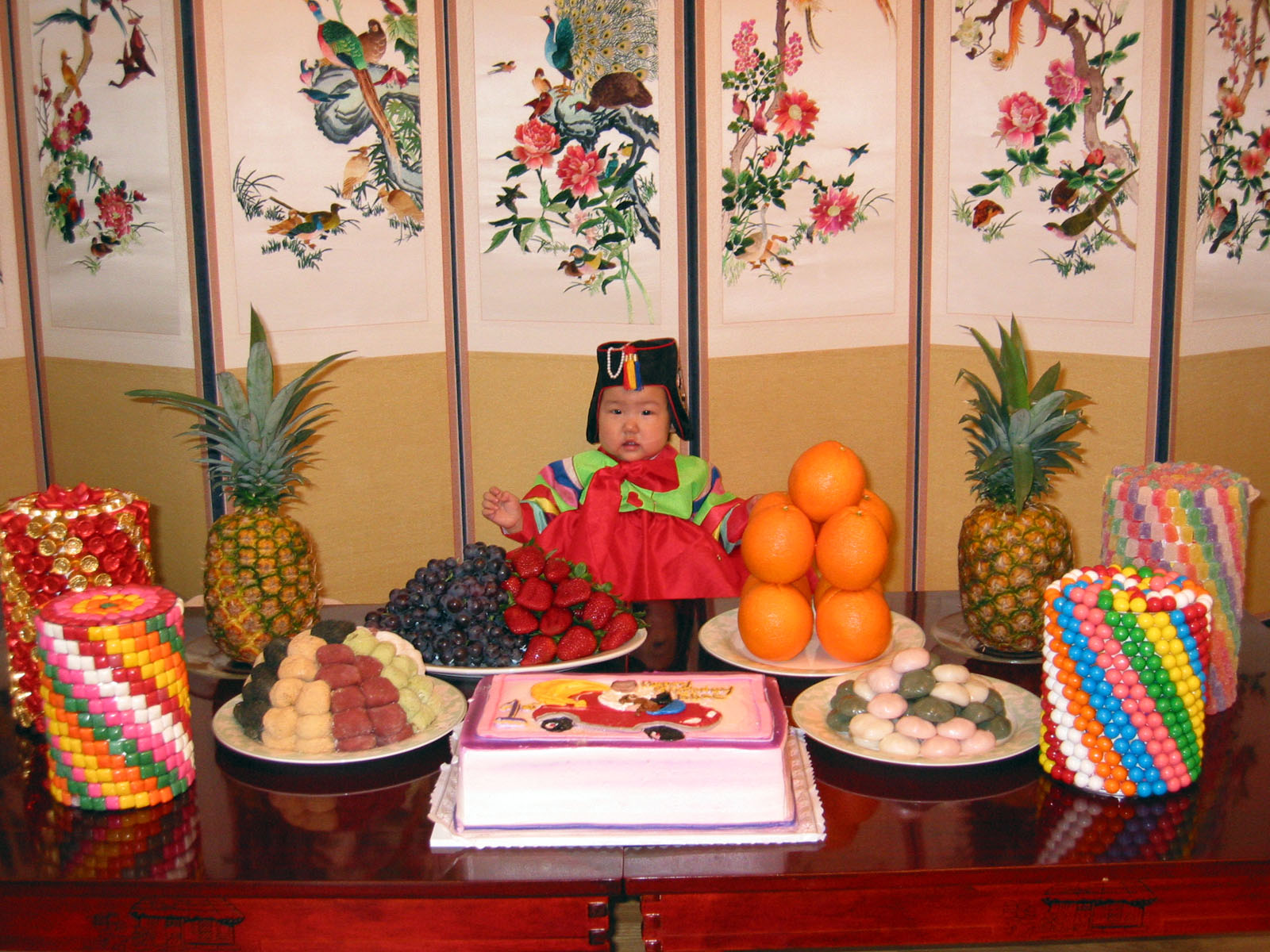
Cérémonie du Dol

Le Dol (doljanchi ou tol) est probablement l'une des célébrations d'anniversaire coréennes les plus connues. Le Dol est célébrée pour la première année d'un enfant. Lorsque la Corée avait peu de connaissances médicales, de nombreux nouveau-nés mourraient de maladies infantiles ou à cause des différences saisonnières de température en Corée. Quand un enfant avait vécu jusqu'à un an pendant cette période, c'était une occasion très joyeuse.
La première partie de la célébration du dol est la prière. Traditionnellement, les Coréens priaient deux des nombreux dieux coréens: Sanshin (le dieu de la montagne) et Samshin (la déesse de la naissance). Les Coréens préparaient la table de prière avec des aliments spécifiques : un bol de riz blanc cuit à la vapeur, une soupe d'algues (miyeok-guk) et un bol d'eau pure. Des gâteaux de riz aux haricots rouges étagés ( samshin siru ) étaient placés à côté de la table de prière. Les gâteaux de riz n'étaient pas partagés en dehors de la famille ; on croyait que partager cet article avec des personnes extérieures à la famille porterait malheur à l'enfant. Une fois que tout était prêt sur la table de prière, la mère (ou la grand-mère) de l'enfant priait Sanshin et Samshin, plaçant ses mains ensemble et frottant ses paumes. Elle demandait la longévité de son enfant, souhaitait bonne chance au dieu de la montagne et rendait grâce à la déesse de la naissance. Après avoir terminé sa prière, elle s'inclinait devant Samshin à plusieurs reprises. Les femmes étaient les seules autorisées à participer à cette cérémonie ; il était interdit aux hommes de faire partie de la prière. Le début de la cérémonie de prière dépendait de la région. Les gens de Séoul priaient tôt le matin de l'anniversaire de l'enfant ; d'autres régions ont prié la veille au soir. Aujourd'hui, cette partie des célébrations est généralement ignorée, car le muisme (la religion qui adorait les dieux coréens) est rarement pratiqué.
Avant la partie principale de la célébration, le bébé est habillé de vêtements très colorés et ornés appelés dol-bok . Le dol-bok que porte l'enfant diffère selon le sexe de l'enfant. Un garçon porterait traditionnellement un jogori (veste) rose ou rayé avec un paji (pantalon) violet ou gris, un durumagi rayé (veste longue), un gilet bleu imprimé avec un motif or ou argent ou un magoja rayé (veste), un jonbok (gilet long bleu) avec un motif or ou argent, un bokgun (chapeau noir à longue queue) et tarae-busun (chaussettes traditionnelles). Une fille portait un jogori rayé, une longue chima rouge (jupe), un jobawi imprimé or et argent (chapeau) et tarae-busun . En plus de leur dol-bok, les garçons et les filles porteraient un long dol-ddi (ceinture qui s'enroule deux fois autour du corps) pour la longévité et un dol-jumuni (pochette) pour la chance. Le dol-jumuni serait en soie fine, avec un fil pour l'ouvrir et le fermer. Les boutons n'étaient pas utilisés dans le dol-bok, pour symboliser la longévité.
Le Toljabee est la principale célébration de Tol. Une grande table est préparée avec plus d'une douzaine de types différents de galettes de riz ou ddeok (l'aliment principal). Certains types de ddeok sont les paekseolgi (gâteaux de riz cuits à la vapeur), susu-kyongdan (gâteaux de riz enrobés de poudre de haricots rouges rugueux), mujigae-ddeok (gâteaux de riz cuits à la vapeur de couleur arc-en-ciel) et gyep'i-ddeok (gâteaux de riz soufflé à l'air)). Avec le deeok, des fruits sont également servis ; les fruits sur la table varient selon la saison. Il y a aussi un bol de riz et divers autres aliments placés sur la table. La nourriture n'est cependant pas la seule chose sur la table ; il y a aussi une grande bobine de fil, un pinceau, un ensemble de calligraphie coréenne, un crayon, un livre, de l'argent (billets de 10 000 wons ) et un arc et des flèches (ou une aiguille, une règle et une paire de ciseaux pour les filles). Une fois la table mise, les parents assoient le bébé sur un matelas traditionnel coréen (bolou) et des coussins coréens (bangsuk). Ceci est fait pour que les parents puissent obtenir de meilleures photos de l'enfant. Il y a aussi un écran traditionnel en arrière-plan. Le toljiabee commence alors. Le bébé ramasse divers objets sur la table qui l'attirent. On dit que les objets que l'enfant ramasse prédisent l'avenir de l'enfant. Si l'enfant prend le fil, l'enfant aura une longue vie. Un enfant qui prend le crayon, le livre ou l'ensemble de calligraphie devrait être un bon érudit. Un enfant qui cueille le riz, les gâteaux de riz ou l'argent deviendra riche ; certains disent que choisir le riz (ou un gâteau de riz) signifie que l'enfant n'est pas intelligent, ou qu'il n'aura jamais faim. Si l'on choisit la règle, la paire de ciseaux ou l'aiguille, on dit que l'enfant sera adroit. Si l'enfant choisit le couteau, il deviendra un bon chef. À l'ère moderne, les gens préparent souvent des objets modernes tels que des équipements sportifs, un microphone, un stéthoscope ou une souris d'ordinateur, pour symboliser les talents modernes.

## Seire(세이레)
Le bien-être du bébé est célébré 21 jours après la naissance avec un repas de riz blanc, Miyeok guk (soupe d'algues Miyeok) et Baekseolgi (gâteau de riz blanc tteok). Le Baekseolgi symbolise le caractère sacré. À ce moment-là, le bébé et la mère se remettent encore de la naissance, de sorte que les gens ne sont pas autorisés à les voir. Cependant, les membres de la famille proche sont rencontrés et priés pour le rétablissement sain de la mère du bébé ce jour-là.

## Baek-il(백일)
Une autre célébration d'anniversaire est Baek-il (célébration du 100e jour). Au cours de cette célébration, la famille vénère Samshin. Ils lui font des offrandes de riz et de soupe pour avoir pris soin de l'enfant et de la mère, et pour les avoir aidés à traverser une période difficile. Ils rendent grâce à Samshin et prient aussi pour jae-ak (richesse), longévité et cho-bok (mot traditionnel pour «chance»). Après la prière, la famille, les parents et les amis célèbrent avec des gâteaux de riz, du vin et d'autres délices tels que des gâteaux aux haricots rouges et noirs sucrés avec du sucre ou du miel. Afin de protéger l'enfant, des gâteaux de riz aux haricots rouges sont placés aux quatre points cardinaux de la maison. Cela apportait non seulement une protection, mais était également censé apporter la chance et le bonheur. Il est largement admis que si 100 personnes partagent les gâteaux de riz, l'enfant vivra longtemps, de sorte que la famille enverra également des gâteaux de riz aux voisins et à d'autres. Ceux qui reçoivent des gâteaux de riz rendent les plats avec des longueurs de fil (exprimant l'espoir de longévité), du riz et de l'argent (symbolisant la richesse future).

## Hwangap(환갑)
Lorsqu'une personne atteint l'âge de 60 ans, il y a une célébration connue sous le nom de hwangap. Cela a été considéré comme une année propice, car lorsque quelqu'un a eu 60 ans, le cycle sexagénaire du zodiaque coréen est terminé. Chaque personne est née sous l'un des douze animaux du zodiaque. Il faut 60 ans à l'animal du zodiaque et à l'élément sous lequel on est né pour s'aligner. Une autre raison pour laquelle le hwangap est si important est qu'il y a de nombreuses années (avant l'avènement de la médecine moderne ), il était rare qu'une personne vive 60 ans. Il y a une fête ; les enfants honorent leurs parents avec une fête et des réjouissances. Une partie de la célébration implique les enfants du célébrant de l'anniversaire ; en commençant par l'aîné, ils s'inclinent et offrent du vin à leurs parents. Une fois que les enfants ont rendu hommage à leurs parents, leurs enfants leur témoignent du respect; à nouveau en commençant par l'aîné, de la même manière. Pendant que ces rituels sont exécutés, de la musique traditionnelle est jouée et des artistes professionnels chantent des chansons, encourageant les gens à boire. Afin que le destinataire du hwangap se sente jeune, les adultes et les adolescents portent des vêtements pour enfants. Ils chantent également des chansons pour enfants et dansent des danses pour enfants.

## Rites de passage à l'âge adulte
Une fête d'anniversaire moins connue se produit lorsqu'un garçon ou une fille atteint l'âge adulte (20 ans pour le garçon et 15 ans pour la fille). Lorsqu'un garçon devenait adulte, il attachait ses cheveux en un nœud supérieur et recevait un Gat (chapeau coréen cylindrique traditionnel en crin de cheval). Il était alors obligé de soulever un gros rocher pour tester sa force. S'il peut soulever et déplacer le rocher, il était considéré comme un homme. Une fille devenait adulte en enroulant ses cheveux tressés en chignon et en les fixant avec un binyeo, une longue épingle à cheveux ornementale.